# Безладдя на матчі «Динамо» (Загреб) — «Црвена Звезда»
Безладдя на матчі «Динамо» (Загреб) — «Црвена Звезда» — події в Загребі на стадіоні «Максимир» 13 травня 1990 р., через які не відбувся матч «Динамо» — «Црвена Звезда» (заворушення між фанами цих двох команд: загребськими «Bad Blue Boys» та белградськими «Delije»).
Цю гру, яка ввійшла в історію під назвою «матч ненависті», американська телекомпанія CNN поставила на четверте місце серед п'ятьох футбольних матчів, які змінили світ.

## Передісторія
Югославія ніколи не була зразком спокою та дружби народів і лише постать Йосипа Броза втримувала цю малосумісну національну і релігійну різноманітність у межах однієї держави. Наприкінці 1980-х обстановка у югославській федерації загострилася до краю. 1990 року у Соціалістичній Республіці Хорватія, як і по всій СФРЮ, було проведено перші вільні, демократичні вибори, перемогу на яких здобули нові, дещо радикальні політичні сили, очолила які партія відомого дисидента Франьо Туджмана — Хорватська демократична співдружність (ХДС). 9 травня 1990 у другому турі виборів вона набрала більшість голосів. Гасло ХДС було просте і зрозуміле: повна незалежність Хорватії.
У сербських політичних колах панували протилежні настрої. Це не могло не позначитися на простих людях, а особливо такому активному прошарку населення, як футбольні фанати. 1989 року вболівальники одного з найвідоміших югославських клубів, сербської «Црвеної Звезди», об'єдналися в одне потужне угруповання під назвою «Герої» (серб. Deliје). Їхнім ватажком став Желько Ражнатович на прізвисько «Аркан», якого «Інтерпол» у 1970-х офіційно назвав одним із десятьох найнебезпечніших злочинців у світі. Ражнатович згуртував фанатів «звіздарів» у потужну організацію, яка 13 травня 1990 увійшла в історію не тільки югославського футболу, але й Європи взагалі. Прийнято вважати, що саме з подій на «Максимирі» взяла початок сербсько-хорватська війна 1991—1995 років.

## Перебіг подій
У той день на загребському стадіоні «Максимир» мала відбутися футбольна гра чемпіонату Югославії між місцевим «Динамо» і «Црвеною Звездою». Зі столиці федерації до головного міста Хорватії приїхали близько 3 000 сербських фанатів, поїздку яких організував Аркан. Деякі джерела вказують на те, що Ражнатович був особисто присутнім на стадіоні.
Із перших хвилин стало ясно, що футбол того дня нікого не цікавив. Сутички між хорватськими уболівальниками і прибулими сербами трапилися ще перед матчем, та головне зіткнення почалося на трибунах «Максимира» перед самим початком поєдинку. З обох сторін звучали провокаційні гасла. Хорвати скандували: «сербів на верби!» (сербохорв. Srbi — na vrbi!), а «герої»: «Загреб — це Сербія!» (сербохорв. Zagreb je Srbija!) та «Ми вб'ємо Туджмана» (сербохорв. Ubit ćemo Tuđmana!).
Потім сербські вболівальники розламали розвішані в їхньому секторі рекламні щити і ринули в атаку на хорватські сектори. Фанати белградської команди заходилися дружно ламати сидіння і шпурляти ними над трибунами. Так почалося пряме, рукопашне протистояння фанатів. Динамівці в цей час перебували на полі й усе це звідти споглядали (чи були на полі тоді гравці «Црвеної Звезди», визначити з архівного відео неможливо). Капітан «Динамо» Звонимир Бобан почав звертатися до присутніх на полі югославських міліціонерів і спецпризначенців, указуючи на заворушення в секторах. Але залучені до підтримання порядку на матчі правоохоронці, які здебільшого були сербами, спочатку не реагували на те, що відбувається, і застосували кийки та сльозогінний газ тільки тоді, коли хорватські фанати дісталися до сектора сербських уболівальників і зірвали їхні банери. Фани загребської команди, тікаючи від міліціонерів, вискочили на бігові доріжки, тоді як на полі в цей час розминалися гравці «Динамо». Відбувалося щось на зразок гібридної війни: гравці на полі, над трибунами звучить запальна балканська музика, доріжками безладно бігають фанати, над трибунами літають відірвані сидіння та каміння…
Організатори матчу поспішно відвели футболістів у роздягальню, і це відкрило фанатам нові можливості. Уже не пара десятків сміливців, як під час зривання банерів, а ціла юрба прямо через поле ринула на супротивників. Хорвати добігли майже до воріт, за якими містився сектор «героїв», але далі втрутилися спецпризначенці, після кийків яких частина фанатів залишилася лежати на газоні, а деякі навіть без притомності. Футболісти, що залишилися на полі, почали допомагати своїм уболівальникам, а капітан «Динамо» Звонимир Бобан навіть зробив свій історичний удар ногою знаскоку по спецпризначенцю, який, як виявилося, був не сербом, а босняком і згодом публічно заявив, що прощає Бобана.
За Звонимира заступилися та провели з поля ті самі фанати, яких він так завзято кинувся захищати. Але вберегти від суворого покарання футбольного правосуддя не змогли — Бобана дискваліфікували на півроку й на чемпіонат світу в Італію він не поїхав. На батьківщині Бобана оголосили національним героєм Хорватії, а в Сербії він зажив репутації хорватського націоналіста.
Фанати «Динамо» розламали огорожу навколо свого сектора, підпалили фаєрами рекламу біля воріт, притягли звідкись прапор ще чинної тоді НДР і ритуально спалили, отримуючи періодично по голові від правоохоронців, які за допомогою водометів і серйозного підкріплення через майже годину протистояння таки зуміли витіснити фанатів за межі стадіону, повністю очистивши сектор. Сербські фанати весь цей час тихо перебували на своїй трибуні, лише піднявшись на другий ярус, і спокійно спостерігали за всім, що діялося. Потім їх поступово почали виводити зі стадіону під наглядом міліції, протистояння якої з динамівськими фанатами продовжилося на вулицях Загреба.
Побоїще на стадіоні тривало близько години. Хулігани пускали в хід усе, що потрапляло їм під руку: фаєри, відібрані у правоохоронців кийки, виламані з крамниць і на трибунах дошки. Припинити насильство вдалося, лише коли до стадіону під'їхали міліційні машини, оснащені водометами.

## Наслідки
За офіційною статистикою, матч обійшовся без людських жертв, щоправда, понад сто осіб дістали дуже серйозні тілесні ушкодження, кілька глядачів були поранені. На стадіоні «Максимир» встановлено меморіальну табличку з такими словами: «Тим уболівальникам „Динамо“, для яких війна почалася 13 травня 1990 битвою на цих трибунах і чиє життя кинуто на вівтар Вітчизни».
Жорстокий поєдинок між загребським «Динамо» та «Црвеною Звездою» став символом початку розпаду комуністичної федерації на Балканах. Гравців «Црвеної Звезди» евакуювали зі стадіону вертольотами. 138 фанатів і правоохоронців було поранено. Матч став каталізатором війни.